# Jean Stapleton
Jean Stapleton, artiestennaam van Jeanne Murray (New York, 19 januari 1923 – aldaar, 31 mei 2013) was een Amerikaans actrice. Ze won voor haar rol als Edith Bunker in de televisieserie All in the Family drie Emmy Awards (plus vijf nominaties) en twee Golden Globes (plus vijf nominaties). Later werd ze nogmaals genomineerd voor zowel een Globe als een Emmy voor haar hoofdrol in de televisiefilm Eleanor, First Lady of the World.
Haar rol als Edith Bunker was er een van de wat dommige, maar zeer toegewijde echtgenote van Archie Bunker die regelmatig in al haar onschuld volkomen logisch en helder uit de hoek kwam. Ze zong met Carroll O'Connor - die de rol van Archie speelde - de openingsmelodie van de serie.
Ze kreeg ook de rol van Jessica Fletcher aangeboden in Murder, She Wrote, maar weigerde. De rol ging toen naar Angela Lansbury. Stapleton speelde ook op Broadway en verscheidene andere theaterproducties, televisie- en bioscoopfilms.
Voor Stapleton in 1941 actrice werd, werkte ze enige tijd als secretaresse. Stapleton was vanaf 26 oktober 1957 getrouwd met William H. Putch tot aan zijn overlijden in 1983. Het stel kreeg twee kinderen. Hun zoon John Putch was in 1973 eenmalig te zien in All in the Family (als padvinder in de aflevering Archie Is Branded) en was van 1981 tot en met 2001 eveneens actief als acteur, voornamelijk in kleine bij- en gastrolletjes.

## Filmografie
- Like Mother Like Son: The Strange Story of Sante and Kenny Kimes (televisiefilm, 2001) - Irene Silverman
- Pursuit of Happiness (2001) - Lorraine
- Baby (televisiefilm, 2000) - Byrd
- Touched by an Angel televisieserie - Emma (Afl., Mother's Day, 2000)
- You've Got Mail (1998) - Birdie Conrad
- Pocahontas II: Journey to a New World (Video, 1998) - Mrs. Jenkins (Voice-over)
- Chance of a Lifetime (televisiefilm, 1998) - Mrs. Dunbar
- Style and Substance televisieserie - Gloria Utley (Afl., A Recipe for Disaster, 1998)
- Michael (1996) - Pansy Milbank
- Everybody Loves Raymond televisieserie - Aunt Alda (Afl., I Wish I Were Gus, 1996)
- Lily Dale (televisiefilm, 1996) - Mrs. Coons
- Murphy Brown televisieserie - Nana Silverberg (Afl., All in the Family, 1996)
- Beakman's World televisieserie - Beakman's Mom (1995-1996)
- Caroline in the City televisieserie - Aunt Mary Kosky (Afl., Caroline and the Opera, 1995)
- Grace Under Fire televisieserie - Aunt Vivian (Afl., The Road to Paris, Texas, 1994)
- Mrs. Piggle-Wiggle televisieserie - Mrs. Piggle-Wiggle, 1994)
- Ghost Mom (televisiefilm, 1993) - Mildred
- The Trial (1993) - Landlady (Niet op aftiteling)
- The Parallax Garden (televisiefilm, 1993) - Rol onbekend
- The Ray Bradbury Theater televisieserie - Grandma (Afl., Fee Fie Foem, 1992)
- The Habitation of Dragons (televisiefilm, 1992) - Lenora Tolliver
- Shelley Duvall's Bedtime Stories televisieserie - Verteller (Afl., Elizabeth and Larry, 1992)
- Fire in the Dark (televisiefilm, 1991) - Henny
- Mother Goose Rock 'N' Rhyme (televisiefilm, 1990) - Mother Goose
- Bagdad Cafe televisieserie - Jasmine Zweibel (Afl. onbekend, 1990)
- Tender Places (televisiefilm, 1987) - Sam
- The Love Boat televisieserie - Rol onbekend (Afl., Egyptian Cruise: Part 1 & 2, 1986)
- Dead Man's Folly (televisiefilm, 1986) - Ariadne Oliver
- Grown-Ups (televisiefilm, 1985) - Helen
- Faerie Tale Theatre televisieserie - 2 afl., 1983, 1985
- Scarecrow and Mrs. King televisieserie - Lady Emily Farnsworth (2 afl., 1984)
- The Buddy System (1984) - Mrs. Price
- A Matter of Sex (televisiefilm, 1984) - Irene
- Something's Afoot (televisiefilm, 1984) - Miss Tweed
- Eleanor, First Lady of the World (televisiefilm, 1982) - Eleanor Roosevelt
- Isabel's Choice (televisiefilm, 1981) - Isabel Cooper
- Angel Dusted (televisiefilm, 1981) - Betty Eaton
- Archie Bunker's Place televisieserie - Edith Bunker (5 afl., 1979)
- Aunt Mary (televisiefilm, 1979) - Mary Dobkin
- You Can't Take It with You (televisiefilm, 1979) - Penny Sycamore
- All in the Family televisieserie - Edith Bunker (1971-1979)
- Tail Gunner Joe (televisiefilm, 1977) - Mrs. DeCamp
- Klute (1971) - Goldfarb's Secretary
- Cold Turkey (1971) - Mrs. Wappler, Antique Shop Prop.
- Up the Down Staircase (1967) - Sadie Finch
- The Patty Duke Show televisieserie - Mrs. Pollack (Afl., The Raffle, 1965)
- My Three Sons televisieserie - Rol onbekend (Afl., The People House, 1964)
- Route 66 televisieserie - Rol onbekend (Afl, 93 Percent in Smiling, 1963)
- The Eleventh Hour televisieserie - Rosa Criley (Afl., The Bride Wore Pink, 1963)
- Naked City televisieserie - 2 afl., 1962, 1963
- Car 54, Where Are You? televisieserie - Rol onbekend (Afl., Je t'Adore Muldoon, 1962)
- The Defenders televisieserie - Mrs. Larsen (Afl., The Hidden Jungle, 1962)
- The Nurses televisieserie - Mrs. Montgomery (Afl., The Barbara Bowers Story, 1962)
- Dennis the Menace televisieserie - Mrs. Davis (Afl., Mr. Wilson's Housekeeper, 1962)
- Something Wild (1961) - Shirley Johnson
- Dr. Kildare televisieserie - Nurse Whitney (Afl., The Patient, 1961)
- Bells Are Ringing (1960) - Sue
- Damn Yankees (1958) - Sister Miller
- The Philco Television Playhouse televisieserie - Rol onbekend (Afl., A Business Proposition, 1955)
- Woman with a Past televisieserie - Gwen (1954)
- Robert Montgomery Presents televisieserie - Rol onbekend (Afl., Storm, 1952)